# Computer Football Strategy
Computer Football Strategy un jeu vidéo de simulation de football américain publié par Avalon Hill en 1982 sur Atari 8-bits, Commodore 64 et IBM PC. Il permet de simuler des matchs de la National Football League opposant les meilleures équipes de l’histoire de la compétition.  
Dix-huit équipes sont disponibles dans le jeu dont les Packers de Green Bay de 1966, les Raiders d'Oakland de 1976, les 49ers de San Francisco, les Giants de New York de 1981 ou les Redskins de Washington de 1982,. Les matchs peuvent se jouer seul contre l’ordinateur ou contre un autre joueur. Dans ce dernier cas, les deux joueurs choisissent chacun à leur tour la stratégie que leur équipe doit appliquer, à commencer par le joueur en défense. Cette sélection se fait dans une liste de 21 stratégies pour le joueur en attaque et de onze stratégies pour celui en défense. Lorsque chaque joueur a choisi sa stratégie, la phase de jeu est simulée en temps réel. Pendant un match, la partie haute de l’écran affiche une représentation du terrain avec des indications sur le nom des équipes, les scores, les temps morts disponible et le temps restant. Sur le terrain est représenté le ballon et deux personnages pour chaque équipe. Les stratégies offensives et défensives sont affichées en bas de l’écran.  A la mi-temps et à la fin du match, l’écran affiche les statistiques de la partie avec par exemple le nombre de passe ou de pénalité de chaque équipe. 